# Kenan ag-Tissi
Kenan ag-Tissi, né vers 1859 dans la région de l'Adrar Ahnet en Algérie et mort en 1898 dans la vallée d'Amchekenchar, dans la région du Kidal au Mali, est un guerrier et poète touareg. Il est connu pour avoir contribué à la rédaction de travaux ethnographiques et cartographiques durant son emprisonnement de 1887 à 1890 en Algérie .

## Biographie

### Origine familiale
Kenan ag-Tissi est né au sein du groupe des Taitoq qui nomadise au  XIXe siècle dans la région de l’Adrar Ahnet aujourd'hui en Algérie. Ce groupe est l'un des trois groupes nobles de la confédération des Kel Ahaggar. Les Taitoq sont alors en rivalité avec les Kel Ghela, qui se sont emparés du pouvoir et du titre d’amenokal, leur laissant le titre d’amghar.
Kenan ag-Tissi est le neveu de l’amghar des Taitoq par les femmes, c'est-à-dire selon les règles de succession en vigueur dans le monde touareg, son héritier naturel. Il est également lié par le sang à l’amenokal des Kel Ahaggar. En 1887, Kenan ag-Tissi est âgé d'environ 28 ans, il s'est récemment marié et n'a pas d'enfants.
En août 1887, Kenan ag-Tissi participe comme guerrier à une razzia dirigée contre les alliés des colonisateurs français, les Chaâmba Mouahdi, dans la région d’El Goléa. La razzia échoue, et Kenan ag-Tissi est fait prisonnier avec 18 de ses compagnons. Sur la route vers El-Goléa, les Chaâmba décident d’exécuter plusieurs prisonniers, dix d’entre eux sont fusillés, huit autres, qui avaient été protégés par un Chaâmba connaissant la famille de Kenan ag-Tissi, sont livrés à l’administration coloniale française.

### Captivité

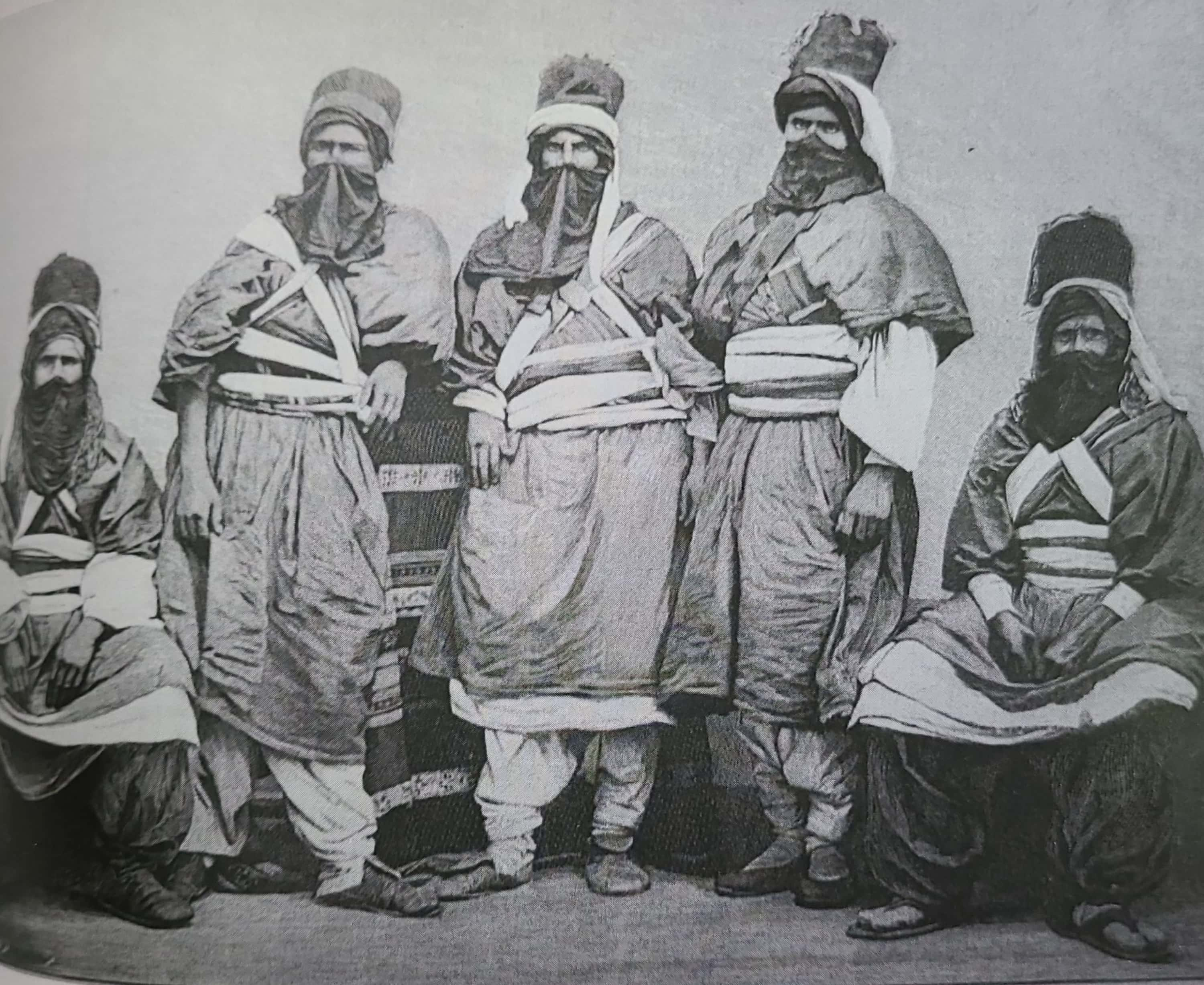
Gravure représentant Kenan ag-Tissi et ses compagnons au fort Bab-Azzoun.

Les prisonniers sont remis aux Français en septembre 1887 à Ghardaïa, dans la région du Mzab, annexée depuis 1882. L’administration française établit une fiche sur chacun d’eux. Après quatre mois à Ghardaïa, ils sont transférés à Alger, au fort Bab-Azzoun. Les officiers français décident de garder Kenan ag-Tissi et ses compagnons en captivité afin de les utiliser dans les négociations avec les Touaregs de leur confédération et aussi pour recueillir des informations sur le Sahara. Les militaires français cherchent à produire des connaissances pour renforcer leurs arguments pour une extension des territoires algériens vers le Sahara et également à déterminer si les prisonniers ont participé au massacre de la mission Flatters en 1881.
Le projet de l'administration coloniale française est d'entrer en contact avec le chef des Taitoq pour semer la division au sein de la confédération des Kel Ahaggar afin de les affaiblir et d'étendre l’influence française. Dès octobre 1887, Sidi ag-Keradj, le chef des Taitoq, entre en contact avec les militaires français et demande la libération des prisonniers. Les échanges épistolaires entre les différents parties se multiplient et aboutissent à la libération de deux des compagnons de Kenan ag-Tissi en novembre 1888. Poursuivant les négociations, l’administration française exige de rencontrer Sidi ag-Keradj pour libérer les prisonniers restants. Le chef des Taitoq refuse cette condition à deux reprises, amenant ainsi les négociations au point mort.

En marge de ces négociations, les prisonniers transmettent des lettres à leurs proches, écrites en langue tamahaq utilisant l'alphabet tifinagh. Dans ces lettres, œuvres collectives de Kenan ag-Tissi et de ses compagnons, ceux-ci échangent des nouvelles avec leurs proches dans des missives conçues pour une lecture collective. Les prisonniers envoient également des lettres à des personnes rencontrées durant leur captivité. Par exemple, un des prisonniers touaregs envoie une lettre à une religieuse de l’Ordre de Saint-Vincent de Paul pour la remercier de l’avoir soigné durant sa convalescence à l’Hôpital militaire du Dey à Alger en mai 1889. Kenan ag-Tissi et ses compagnons ont laissé un important corpus de documents épistolaires qui ont par la suite grandement servi aux études des pratiques d’écriture et de la culture écrite des Touaregs de l’Ahaggar. 

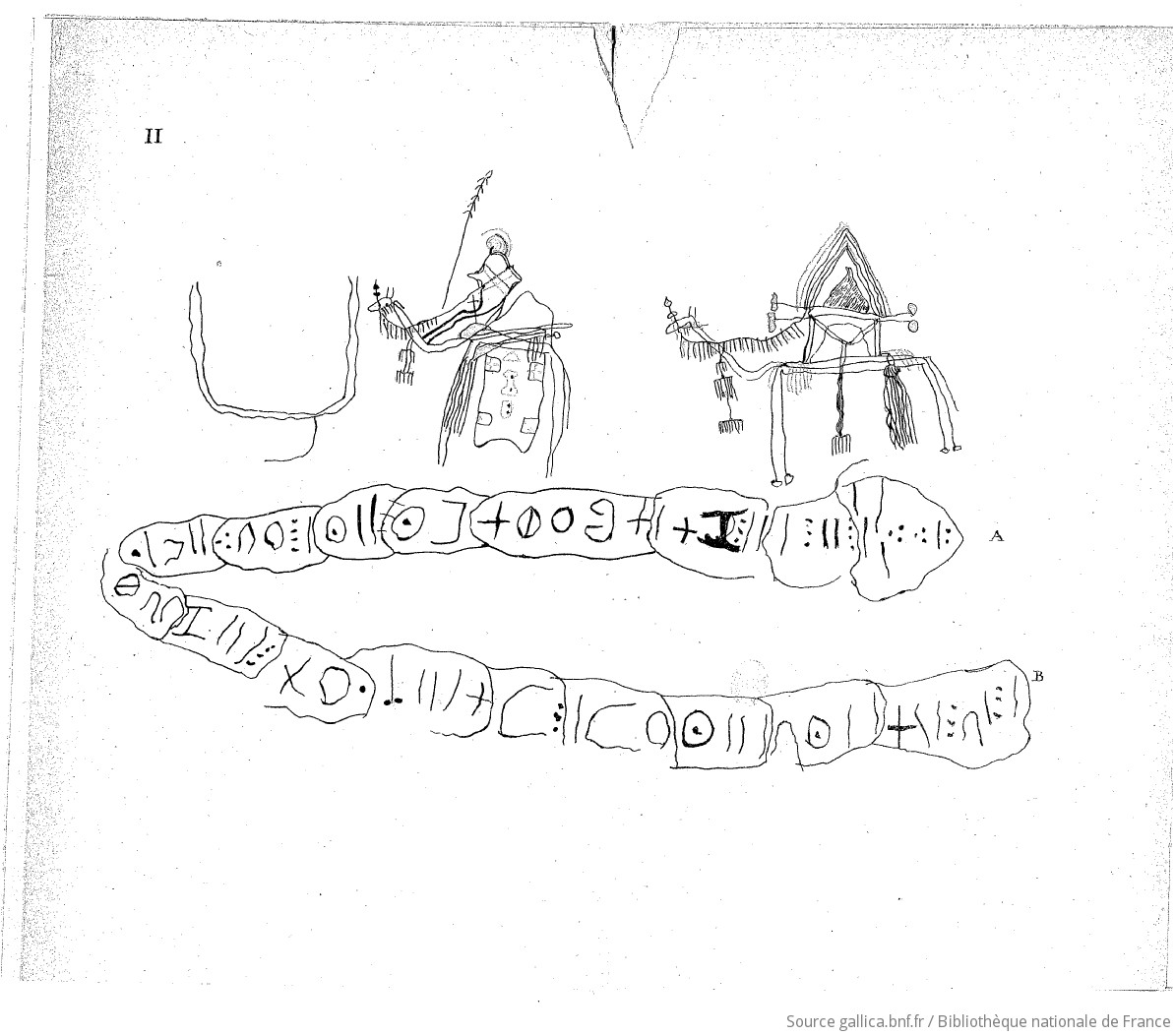
Lettre de Kenan ag-Tissi au capitaine Bissuel.

### Participation à des travaux scientifiques

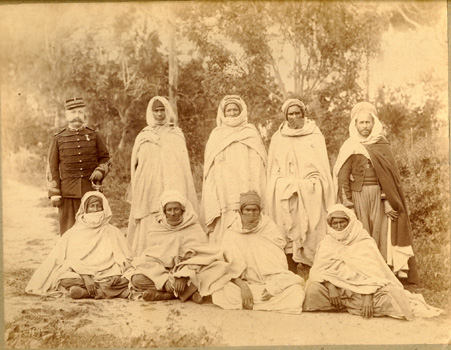
Le capitaine Bissuel et les prisonniers du fort Bab-Azzoun.

À partir de mars 1888, le capitaine Henri Bissuel mène des entretiens avec les prisonniers qui établissent l’innocence des Taitoq dans le massacre de la mission Flatters et mènent à la publication d'une étude monographique intitulée "Les Touaregs de l’Ouest". Dans un contexte où depuis le massacre de la mission Flatters, le Sahara est fermé aux Européens, les militaires, en poste en Afrique du Nord, cherchent à obtenir des informations sur cette région et ses populations dans la perspective d'une future extension de la colonisation.
Dans cet ouvrage, Kenan ag-Tissi et ses compagnons décrivent les différentes confédérations et groupes du Sahara, leurs relations, leurs coutumes, et les itinéraires qu'ils empruntent. Cette étude est complétée par des cartes réalisées selon les renseignements qu'ils ont donnés. Chikkadh-ag-R’ali, un compagnon de Kenan ag-Tissi, utilise du sable mouillé pour dessiner une carte en relief de l’Adrar Ahnet, dont il indique le sens des cours d’eau avec son doigt. Puisque les explorateurs ne peuvent plus pénétrer dans le Sahara, l’administration française utilise des savoirs vernaculaires et pratique la géographie par renseignement pour dresser des cartes. Bissuel présente ces renseignements comme fiables parce que venant de ses « amis » Touaregs, omettant ainsi leur condition de prisonniers en exil.

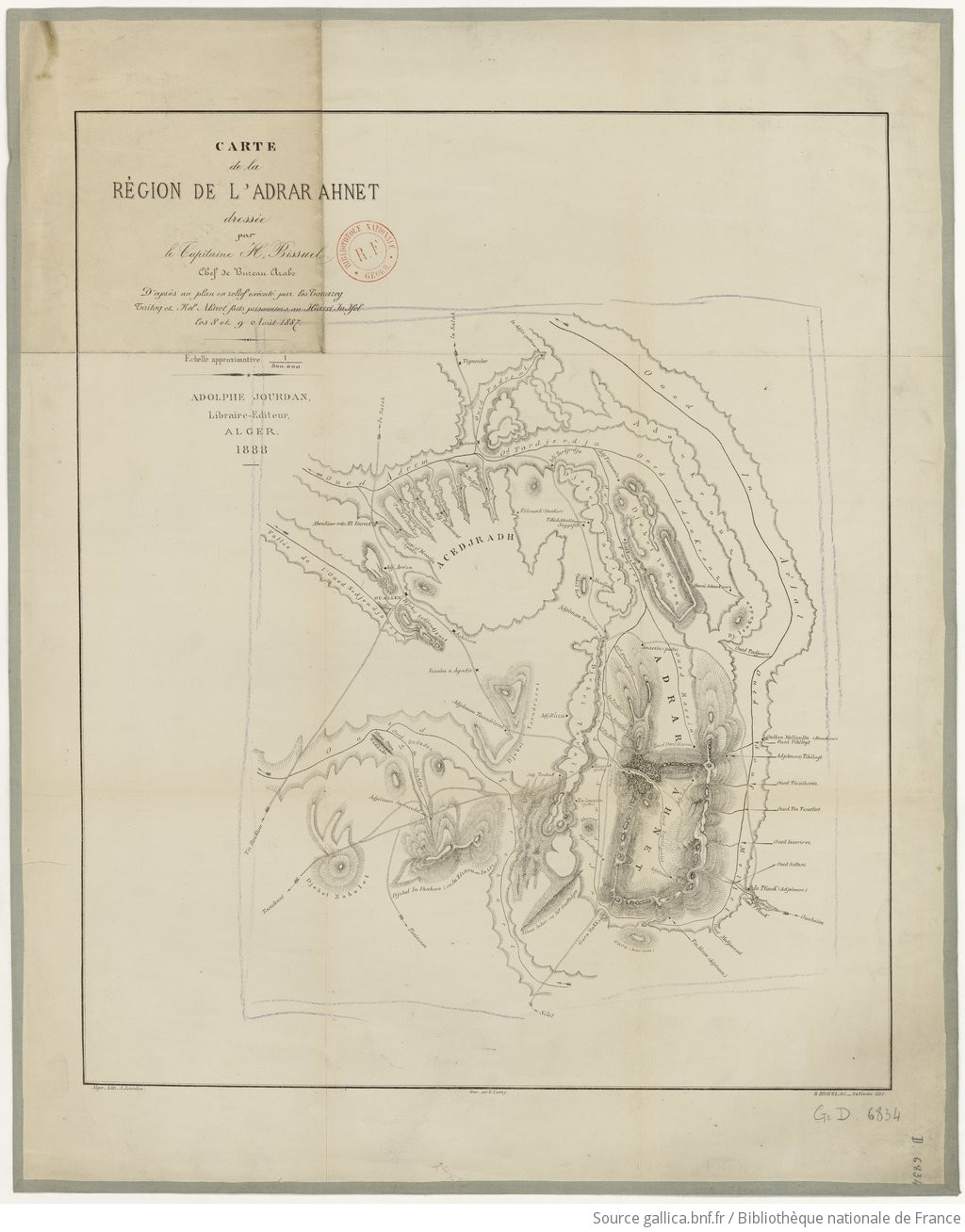
Carte de l'Adrar Ahnet par le capitaine Bissuel, selon les renseignements fournis par Kenan ag-Tissi et ses compagnons.

Parallèlement, Kenan ag-Tissi et ses compagnons se lient d’amitié avec Émile Masqueray, directeur de l’École supérieure de lettres d’Alger, qui leur rend souvent visite au fort Bab-Azzoun. Masqueray utilise Chikkadh ag-R’ali qui parle arabe comme intermédiaire pour traduire le tamahaq. À partir de leurs entretiens, Masqueray publie en 1893 le premier dictionnaire franco-touareg pour le dialecte de l’Ahaggar, qui intègre une grammaire. C'est par l'intermédiaire de ce dernier qu'en fin 1888, les prisonniers reçoivent la visite de Guy de Maupassant, qui raconte leur rencontre dans un article du Gaulois du 3 décembre 1888: 

« J'ai vu, assis dans un petit bâtiment peint à la chaux, ouvert sur les terrasses du fort d'Alger, qui ferme la ville à l'est et qui domine la rade et le port, ces grands guerriers qui sont, en réalité, des guerriers d'Homère, maigres, vêtus d'étoffes noires, la face cachée comme celle des femmes, à cause des sables brûlants, ne montrant, sous le double voile, noir aussi, qui couvre le bas et le haut du visage, que des yeux sincères et luisants. »

— Maupassant, Guy de, « Afrique », Le Gaulois, no 2288,‎ 3 décembre 1888

### Voyage à Paris

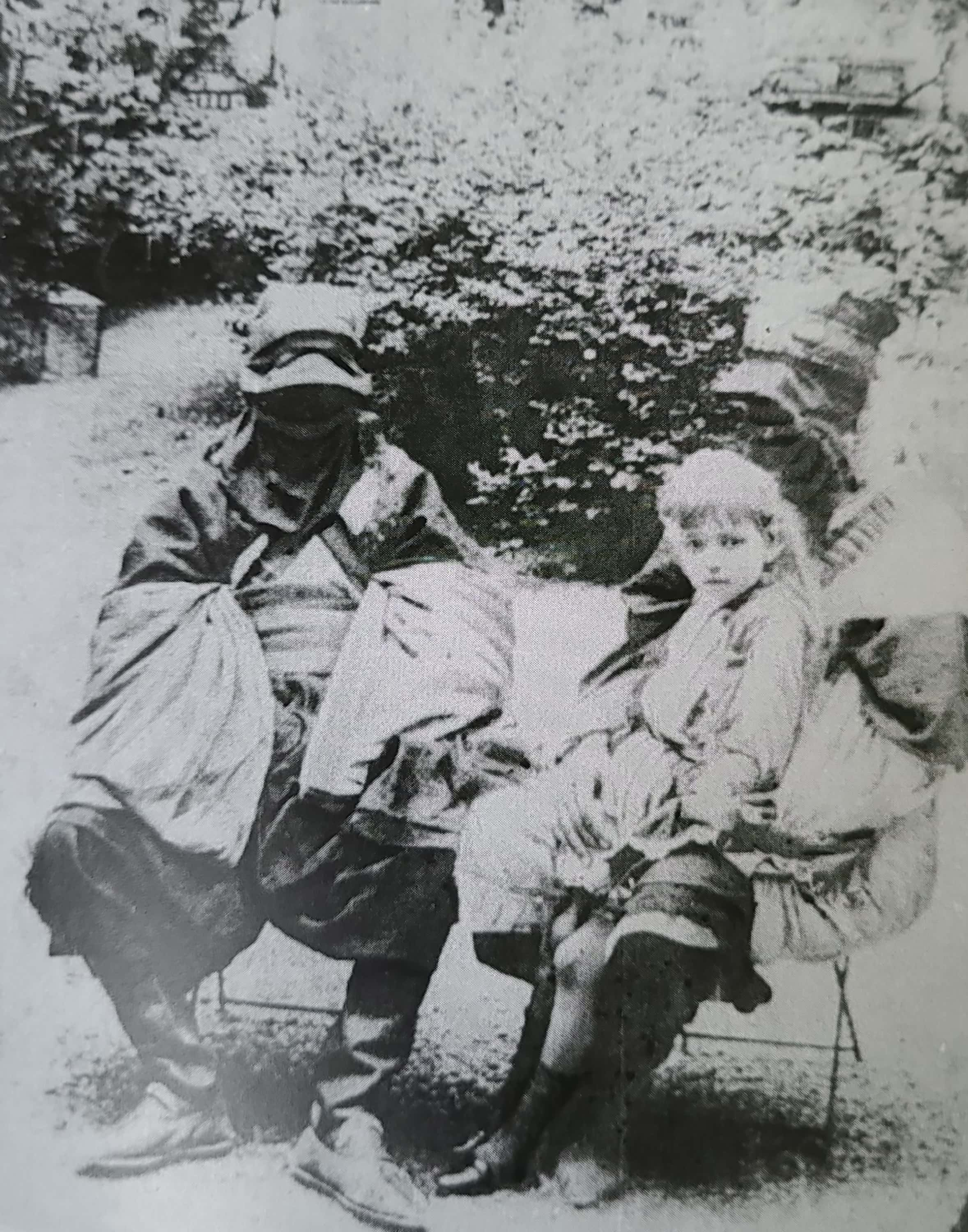
Kenan ag-Tissi et Chikkadh ag-R'ali photographiés lors d'un déjeuner chez Alfred Rambaud

En 1889, l’administration coloniale autorise Masqueray à emmener Kenan ag-Tissi et Chikkadh ag-R’ali à l’Exposition universelle de Paris. Durant leur séjour du 19 au 29 juin 1889, les deux Touaregs font sensation dans la capitale, de nombreux articles de presse rapportent leur présence lors l'Exposition.

« Ils ont vu le Jardin des plantes, et là des lions, des tigres, des serpents monstrueux, toutes les bêtes du monde présent et toutes celles de l'autre monde. Ils ont visité la Monnaie, et sont demeurés muets devant l'argent liquide, les pièces de cinq francs tombant dans un panier comme l'eau d'une gouttière. Ils ont refusé de « monter dans le ciel » en prenant place, soit dans l'ascenseur de la tour Eiffel, soit dans la nacelle du ballon captif. Kenan a même refusé de regarder le ballon en l'air, et s'est couvert les yeux comme devant une diablerie. »

— « A l’exposition – Les touaregs », La Lanterne, no 4452,‎ 29 juin 1889
Les deux Touaregs fréquentent la haute société parisienne par l'intermédiaire de Masqueray. Ils déjeunent notamment chez Alfred Rambaud et rencontrent Henri Duveyrier. Masqueray constitue un réseau et cherche l’appui de l’opinion pour la libération de ses « amis » Touaregs.
De retour au fort Bab-Azzoun, les prisonniers sont séparés par l'administration française au début de l’année 1890 pour réduire le coût de leur emprisonnement après l'échec des négociations menées avec Sidi ag Keradj. Kenan ag-Tissi est alors confié au caïd de Medjadja dans la région d’Orléansville.

### Evasion et fin de vie
Désormais seul et entouré de personnes dont il ne parle pas la langue, Kenan ag-Tissi exprime à Émile Masqueray sa grande mélancolie et son désespoir. Il s’évade le 22 octobre 1890 en dérobant des chevaux avec l’aide d’un complice. La nouvelle de son évasion est largement relayée dans la presse française. Arrivé à la frontière du Sahara, il écrit une lettre à Émile Masqueray, qu'il appelle "Sidi Maçkra". Dans cette lettre, traduite par un taleb, Kenan ag-Tissi lui exprime sa gratitude pour la bienveillance et l'hospitalité. Il critique toutefois la civilisation française, préférant la liberté du désert à ce qu'il perçoit comme un esclavage doré. Il conclut en l'invitant à lui rendre visite sous sa tente, offrant son hospitalité. Au cours de sa fuite, il s’arrête à Deldoul où il est accueilli par le Cheikh Bouamama, avant de rejoindre ses compatriotes dans l’Ahnet. En décembre 1892, un groupe de Touaregs en visite à Alger confie à Masqueray qu’ils ont croisé Kenan ag-Tissi qui partait en expédition. Il meurt en 1898 lors du combat d’Amchekemchar dans la région de Kidal au Mali, dans un affrontement contre des Touaregs Kel Aïr.
Les savoirs transmis par Kenan ag-Tissi à Henri Bissuel ont permis de dresser des cartes détaillées de la région et le dictionnaire de Masqueray a servi de socle pour les travaux de Charles de Foucauld sur les Touaregs de l'Ahnet.

### Sources contemporaines de Kenan ag-Tissi

#### Travaux produits à partir de savoirs transmis par Kenan
- Bissuel, Henri, Les Touareg de l’ouest, Alger, Adolphe Jourdan, 1888 (lire en ligne)
- Bissuel, Henri, Le Sahara français, Alger, Adolphe Jourdan, 1891 (lire en ligne)
- Foucauld, Charles de, Poésies touarègues: dialecte de l’Ahaggar, Paris, E. Leroux, 1930 (SUDOC 020409036)
- Masqueray, Émile, Dictionnaire français-touareg: dialecte des taïtoq, suivi d’observations grammaticales, Paris, Ernest Leroux, 1893

#### Sur la captivité de Kenan
- Masqueray, Émile, « Lettres d’Algérie – Les Touareg du Ahénet », Journal des débats politiques et littéraires,‎ 21 avril 1889, p. 2 (lire en ligne)
- Masqueray, Émile, « Lettres d’Algérie – Nouveaux Touareg », Journal des débats politiques et littéraires,‎ 26 novembre 1892, p. 2 (lire en ligne)
- Masqueray, Émile, « Lettres d’Algérie – Interview de la mission targuie », Journal des débats politiques et littéraires,‎ 22 décembre 1892, p. 1 (lire en ligne)
- Masqueray, Émile et Salinas, Michèle, Souvenirs et visions d’Afrique, Paris, La Boîte à documents, 1989 (ISBN 978-2-906164-08-6)
- Maupassant, Guy de, « Afrique », Le Gaulois, no 2288,‎ 3 décembre 1888, p. 1 (lire en ligne)

#### Sur la visite de Kenan ag-Tissi à l'exposition universelle
- Émile Masqueray, « Chronique de l’exposition – Les Touaregs à Paris », Journal des débats politiques et littéraires,‎ 27 juin 1889, p. 2 (lire en ligne)
- Georges Grison, « Courrier de l’exposition », Le Figaro, 35e année no 177,‎ 26 juin 1889, p. 5 (lire en ligne)
- Saint-Estèphe, « A travers l’exposition », La Petite République Française, no 4826,‎ 30 juin 1889, p. 2-3 (lire en ligne)
- « Causeries d’un vieux soldat nogentais », L’Echo Nogentais, 71ᵉ année no 57,‎ 18 juillet 1889, p. 2 (lire en ligne)
- « A l’exposition universelle », La Gironde, no 11967,‎ 24 juin 1889, p. 2 (lire en ligne)
- « A l’exposition – Les touaregs », La Lanterne, no 4452,‎ 29 juin 1889, p. 2 (lire en ligne)
- « A travers l’exposition », Journal de la Ville de Saint Quentin et de l’Arrondissement, 69ᵉ année no 45,‎ 23 juin 1889, p. 2 (lire en ligne)
- « Lettre de Paris », Le Petit Champenois, no 1533,‎ 30 juin 1889, p. 1-2 (lire en ligne)
- « Les Touaregs à Paris », Le Petit Parisien, no 4622,‎ 24 juin 1889, p. 2 (lire en ligne)
- « Lettre de Paris », Le Petit Troyen, no 3033,‎ 30 juin 1889, p. 1-2 (lire en ligne)
- « Hier et demain », Le Progrès de la Somme, no 5931,‎ 26 juin 1889, p. 2 (lire en ligne)
- « Les Touaregs à l’exposition », Le Radical Algérien, no 2413,‎ 3 juillet 1889, p. 2 (lire en ligne)
- « Chronique de l’exposition », Le Temps, no 10274,‎ 22 juin 1889, p. 2 (lire en ligne)
- « Menus propos », Le Voltaire, no 4005,‎ 23 juin 1889, p. 1 (lire en ligne)
- « L’exposition », L’Univers, no 7845,‎ 24 juin 1889, p. 3 (lire en ligne)

#### Sur l'évasion de Kenan
- Masqueray, Émile, « Lettres d’Algérie - La fuite de Kenan », Journal des débats politiques et littéraires,‎ 15 décembre 1890, p. 1-2 (lire en ligne)
- « En Algérie », L'Abeille de Fontainebleau, 56ᵉ année no 49,‎ 5 décembre 1890, p. 2 (lire en ligne)
- « Le targui Kenan-eg-Tisti », La Gironde, no 12979,‎ 19 décembre 1890, p. 2 (lire en ligne)
- « Informations diverses », Mémorial de la Loire, 46ᵉ année no 305,‎ 1er novembre 1890, p. 1 (lire en ligne)
- « Algérie - La fuite du chef Touareg », Le Monde, 34ᵉ année no 348,‎ 21 décembre 1890, p. 2 (lire en ligne)
- « Une évasion audacieuse », Le Moniteur de l'Ariège, 8ᵉ année no 323,‎ 21 décembre 1890, p. 2 (lire en ligne)
- « Echos de partout », Le Parisien, no 832,‎ 3 novembre 1890, p. 2 (lire en ligne)
- « France & étranger », Le progrès de la Côte d'Or, 22e année no 310,‎ 6 novembre 1890, p. 3 (lire en ligne)
- « Affaires coloniales », Le Temps, no 10805,‎ 16 décembre 1890, p. 1 (lire en ligne)
- « Lettre d'un Touareg », Le Petit Colon Algérien, no 4415,‎ 1er novembre 1890, p. 2 (lire en ligne)
- « Evasion d'un prisonnier de marque », Le radical Algérien, no 2885,‎ 27 octobre 1890, p. 2 (lire en ligne)
- « Faits divers », L'Union africaine, no 1304,‎ 26 octobre 1890, p. 3 (lire en ligne)

### Historiographie
- Helène Blais, Mirages de la carte : l'invention de l'Algérie coloniale, Paris, Fayard, 2014 (ISBN 978-2213677620)
- Dominique Casajus, L'alphabet touareg, Paris, CNRS éditions, 2015 (ISBN 978-2-271-08531-3)
- François Gaudin (dir.) et Mahfoud Mahtout, Charles de Foucauld: lexicographe et missionnaire, Mont-Saint-Aignan, France, Presses universitaires de Rouen et du Havre, 2022 (ISBN 979-10-240-1729-7), « Le dictionnaire touareg-français de Charles de Foucauld : outil d'une langue et d'une culture », p. 89-104
- Paul Pandolfi, La conquête du Sahara: 1885-1905, Paris, Éditions Karthala, 2018 (ISBN 978-2-8111-1867-9)
- Pierre Rognon, « La confédération des nomades Kel Ahaggar (Sahara Central) », Annales de géographie, vol. 71, no 388,‎ 1962, p. 604-619 (lire en ligne)